# Les Magnils-Reigniers
Les Magnils-Reigniers è un comune francese di 1 544 abitanti situato nel dipartimento della Vandea nella regione dei Paesi della Loira.

## Società

### Evoluzione demografica
Abitanti censiti